# Cotreball

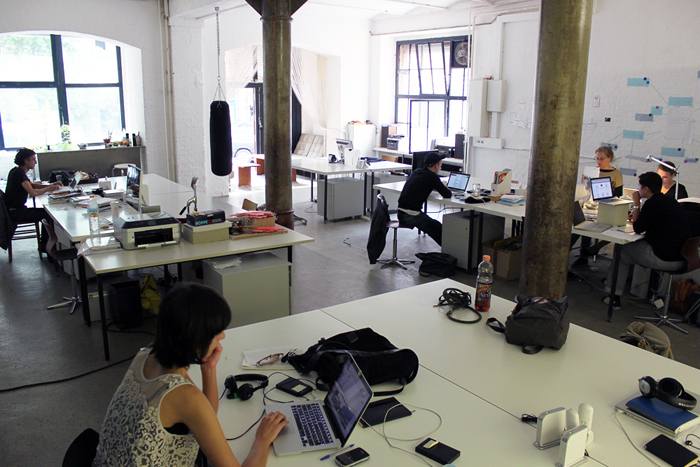
Oficina de cotreball a Berlín.

El cotreball (coworking) és una manera de treballar que permet professionals independents, emprenedors, i petites i mitjanes empreses (Pimes) de diferents sectors, compartir un mateix espai de treball, tant físic com a virtual, per desenvolupar els seus projectes professionals de manera independent, alhora que fomenten projectes conjunts. El neologisme cotreball és la traducció al català del terme coworking, però també es fa l'ús directe de l'anglicisme.
El cotreball permet compartir oficina i equipaments, i constitueix una proposta més elaborada que la dels denominats «cibercafès», entorns en els quals també es compta amb connexió a Internet. Fomenta les relacions estables entre professionals de diferents sectors que poden desembocar en relacions client-proveïdor. En tot cas és freqüent que es generi un sentiment de pertinença a una comunitat, més enllà de les vinculacions efectives, entre els treballadors que freqüenten els espais de cotreball.
Els centres de treball cooperatiu destinats principalment a professionals d'Internet, dissenyadors, programadors, arquitectes, fotògrafs, escriptors, periodistes, etc., proporcionen, generalment, un escriptori individual, accés a internet i altres serveis.
Amb desenes d'espais situats en països com Estats Units, Regne Unit, França, Espanya, Alemanya, Austràlia, Argentina, Mèxic, entre d'altres, aquest tipus de llocs és utilitzat per nòmades digitals, professionals que viatgen per tot el món i porten amb si només ordinadors portàtils en suport de la seva labor quotidiana. No obstant això, el caràcter flexible i pràctic d'aquest tipus d'espais, permet a molts professionals establir un lloc permanent de treball, sense lligams associats a contractes per serveis i subministraments, on la permanència mínima pot canviar-se amb facilitat.
Lligat a aquest concepte de permanència dins d'un espai de cotreball, és important fer ressaltar el factor geogràfic, el qual té un paper molt important encara que no definitiu per a l'elecció de l'espai més apropiat. L'estalvi de temps en transport i el cost associat, són beneficis que el cotreball acosta als usuaris de la zona en la qual es troba localitzat el propi espai.
Les incubadores d'empreses i els centres de negocis no semblen encaixar en el model cotreball, ja que sovint no fomenten la vida social, en col·laboració, ni les pràctiques de gestió properes a les d'una cooperativa, inclosa una atenció especial en la comunitat.
El treball cooperatiu ofereix una solució per al problema d'aïllament que suposa per a molts treballadors independents, o fins i tot microempreses, l'experiència del treball a casa. Al dia d'avui, i després d'un boom, els espais de cotreball s'estan especialitzant, per ex. enfocats a dones, enfocats a la creativitat, etc.

## Història

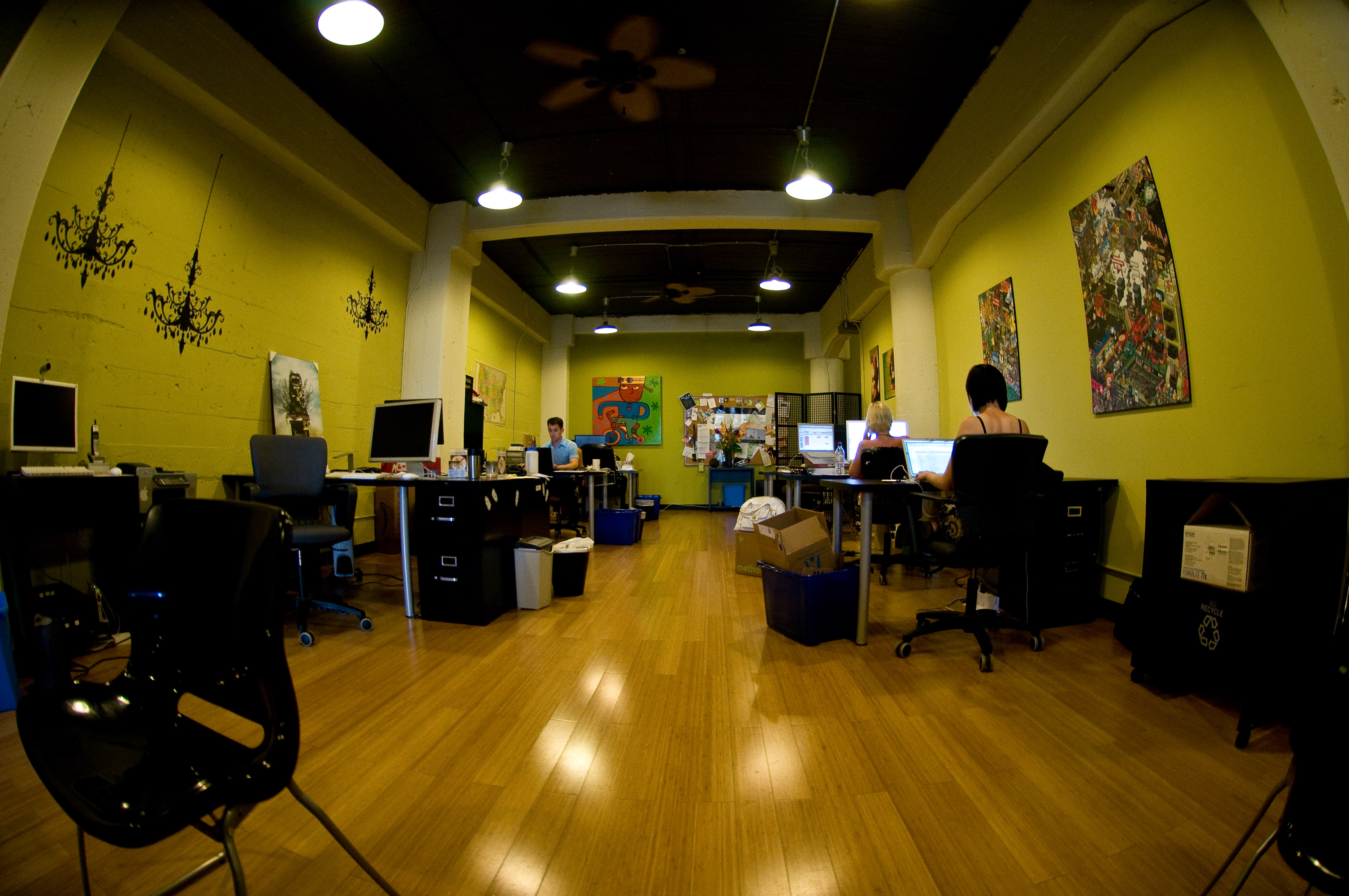
Citizen Space a San Francisco

El terme coworking va ser inventat per Brouni l'any 1999, però va ser en 2005 quuan realment va ser difós per Brad Neuberg. Brad Neuberg creà un espai de cotreball a San Francisco anomenat 'Hat Factory', un loft on treballaven tres freelances. Més tard, el mateix Neuberg va crear el 'Citizen Space', que va ser realment el primer espai de cotreball als Estats Units. A principis de 2014 s'estimava que existien més de 2000 espais de cotreball al món.

## Cotreball a Xile
A Xile el fenomen del cotreball no ha estat l'excepció. Va sorgir com a evolució natural des dels "cibercafès" i després dels "Starbucks". Ho usen principalment persones que necessiten una oficina sense horaris fixos. Els preus varien i comencen als 1.500 dòlars EUA, si es paga per hora. Un dels espais i serveis de cotreball que hi ha a Santiago, és el que ofereix l'empresa Lofwork.
Usualment a Xile es lliga l'ús de l'espai de cotreball amb els serveis de direcció tributària, direcció comercial i oficina virtual, els objectius de la qual estan enfocats a abaratir despeses per als emprenedors que estan començant algun projecte nou, brindant-los serveis que tindrien disponibles en una oficina, però sense els costos propis d'aquestes. També és una oficina compartida.

## Cotreball a Europa

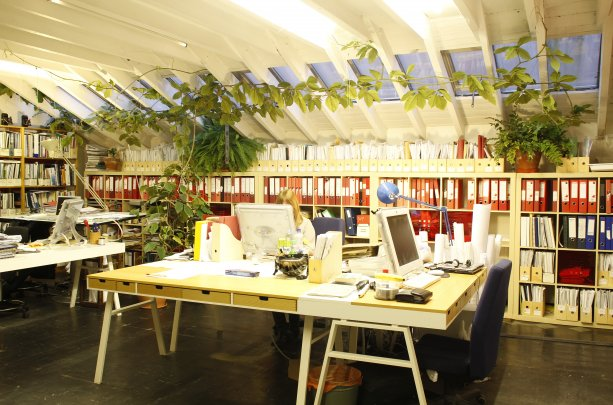
Espai de cotreball a Glasgow, UK

La Conferència Europea de Coworking va ser creada l'any 2010 a causa del ràpid creixement del moviment cotreball a Europa. En 2015 l'organitzador de la conferència, Jean-Yves Huwart, en una entrevista amb BCNewt, va dir: "Estàvem en el començament del moviment, però ens va semblar que el coworking podria convertir-se en una tendència important en la nostra societat. També vàrem creure que el coworking tindria un impacte positiu en la moderna economia digital. Cinc anys més tard, les hipòtesis es confirmen, i els espais de coworking es poden trobar a tot el món (...)".
Amb l'ajuda de la Conferència Europea de Coworking, els espais de coworking en tot Europa estan treballant amb els governs per aconseguir la regulació com una activitat econòmica reconeguda i crear les regles per definir el que és un espai de coworking, un sistema just d'impostos, un marc legal protecció i finançament.

## Cotreball a Espanya

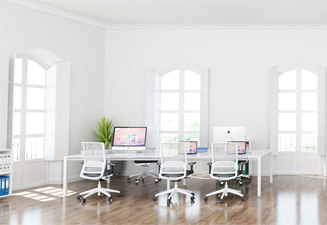
Coworking Workspace

El cotreball a Espanya ha suposat una important evolució dins de les formes laborals al país. Des de 2012, Espanya destaca com el tercer país a nivell mundial (just darrere dels Estats Units i Alemanya) amb més oficines per coworking, la qual cosa al seu torn li situa, al costat d'Austràlia, com el país que posseeix més espais de coworking per capita.
Problemàtiques com la crisi financera, que va començar en 2008, van impulsar a molts emprenedors, treballadors freelance i autònoms espanyols, a optar per aquest moviment que es va originar als Estats Units a mitjan 2005. El responsable d'encunyar la paraula, Bradley Neuberg, va ser la primera persona a traçar concretament la filosofia que segueixen actualment tots els cotreballs a nivell mundial. En la primera entrevista traduïda al castellà a Bradley Neuberg , feta pel blog del Coworking BCNewt, Neuberg va explicar la raó per la qual, després de deixar el seu treball en una empresa, va decidir crear el seu primer espai per coworking: “Em vaig preguntar per què no puc combinar els millors aspectes de treballar per a mi mateix (llibertat i independència) amb els millors aspectes de treballar per a una empresa (estructura i la comunitat)? El coworking va néixer a partir d'això.”
Actualment Espanya segueix al capdavant dels països amb més oficines de cotreball. Una vegada assentats els espais per a treball compartit i l'èxit que hi han tingut, s'estima que la tendència continuarà enfortint-se i creixent en els propers anys.

### Cotreball a Madrid
En 2007 neix un dels primers espais de cotreball a Madrid: WorkingSpace. Fundat per l'arquitecte Manuel Zea, WorkingSpace es converteix ràpidament en un dels espais per a treball col·laboratiu més importants de la ciutat. L'interès de Zea pel cotreball s'amplia i això el porta a engegar noves estratègies per consolidar el moviment a la ciutat.
En 2009 obre les portes un dels espais pioners a Madrid, Freeland de la mà de Francisco Cámara i Ana Belén Aguila Yuste, tots dos dissenyadors aportant una proposta a aquest nou context un espai dissenyat per motivar la interacció entre els usuaris i el pensament creatiu i innovador. Els espais de cotreball són un model de treball desconegut fins al moment, no té a veure amb altres formats i com tal necessita un espai que respongui a les necessitats dels seus usuaris, no només funcionals sinó també emocionals. Un espai de cotreball és un ecosistema en el qual intervenen diferents agents i, per això, l'espai ha de ser dissenyat a consciència, per respondre a les diferents necessitats que sorgeixen al llarg de la vida dels espais. Això és precisament el que proposen Francisco Cámara i Ana Belén Àguila, amb Freeland, un espai físic dissenyat per motivar i per incentivar el pensament positiu, el pensament necessari per generar una cultura de canvi. Per definir aquesta atmosfera van dissenyar el seu propi mobiliari i van omplir les instal·lacions de peces de disseny que, evidenciessin com el canvi és possible i com pensar diferent és el camí de la innovació. El binomi espai més cultura a Freeland és perfecte, per definir una atmosfera que convida als cotreballadors a participar de manera natural, què els ajuda a desenvolupar el seu sentit de pertinença a una comunitat de professionals de la qual formen part i, els indueix a la col·laboració per estar actualitzat i generar oportunitats per mitjà de les converses naturals que es desenvolupen a l'espai. En la seva evolució han ampliat dos cops i han incrementat la seva ocupació fins a 70 membres, allotjant tant freelance, com startups, com a empreses que es nodreixen de l'intercanvi diari de recursos i d'oportunitats per generar treball i economia.
Així, l'any 2010, després de participar en la Primera Trobada Europea de Coworkings, Zea i un grup de col·laboradors estableix la plataforma online per cotreballants CoworkingSpain, un espai i directori dedicat a la promoció d'activitats i el mapatge nacional del moviment i els seus cotreballants. CoworkingSpain es proposa com a metes impulsar la cultura cotreball, donar a conèixer tots els espais de cotreball a Espanya, fomentar la col·laboració entre cotreballants i gestors d'espais de cotreball, i la reunió de tots els espais per promoure un moviment comú.
Consolidat CoworkingSpain, el 2012 seria l'any seleccionat per celebrar la primera CoworkingSpain Conference. Manuel Zea destaca de nou com el promotor d'aquesta conferència que des del 2012 se celebra cada any a diferents ciutats espanyoles, amb la intenció de discutir les noves tendències del moviment, destacant a més la interacció entre cotreballants espanyols i internacionals.

### Cotreball a Barcelona
Potser l'entitat més important per a la promoció del coworking, tant a Barcelona com a tota Catalunya, és l'Associació Coworking de Catalunya (COWOCAT). La seva missió és difondre la filosofia i el concepte coworking, així com establir marcs col·laboratius amb l'Administració, les universitats i les empreses privades.
Jordi Silvente, president de COWOCAT, ha assegurat a una entrevista pel blog del coworking barceloní BCNewt que la intenció de l'associació és “transcendir una mica dels espais i les tipologies, per arribar als conceptes de coworking i la seva aplicació com a eina de dinamització econòmica”.
COWOCAT és impulsora també del projecte COWOCAT Rural, una iniciativa que promou els espais de treball col·laboratiu en zones no urbanes en tota la regió catalana. Aquesta proposta reuneix diferents espais en una xarxa. Sobre COWOCAT Rural, explica Silvente en la mateixa entrevista per al blog de BCNewt, l'objectiu “no és que sigui una rèplica de com s'aplica el coworking en zona urbana, sinó d'aplicar el concepte adaptat al territori en particular i les seves característiques. Sempre pensant en com dinamitzar el concepte”.

#### Especialització a Barcelona
A Barcelona, el moviment de cotreball ha tingut un major impacte en l'àmbit social, on el 60% del total de tots els cotreballs a Catalunya se situen a la capital catalana. Segons destaquen a CoworkingSpain, a Espanya hi ha almenys 726 espais de coworking (per 2015) i Barcelona s'hi mostra com la ciutat amb major densitat de l'estat. Així mateix, revistes especialitzades en negocis, com Quartz, han assenyalat a Barcelona i Las Palmas com les millors ciutats espanyoles per fer cotreball.
Barcelona és reconeguda per ser una de les ciutats més multifacètiques del món, i això ha servit perquè un moviment com el cotreball hagi aconseguit una evolució sostinguda. Els 10 districtes i 73 barris que componen Barcelona, destaquen per les seves qualitats particulars. Entre ells, el districte de Gràcia és reconegut pel seu enfocament cultural, la qual cosa li ha valgut la seva associació amb la moguda artística de la ciutat. La restauració, les activitats artesanes i de disseny, artístiques i musicals, no només són el senyal de Gràcia, sinó també l'essència del seu motor econòmic. Per altra banda, el districte de l'Eixample, cor de Barcelona, on s'estableixen els punts de connexió de la ciutat i els seus districtes. De summa importància també el districte de Sant Martí, seu de les principals productores audiovisuals catalanes como Barcelona Televisió, Televisió Espanyola, Mediapro o Laviania, així com centres acadèmics d'importància internacional como l'Institut Universitari de l'Audiovisual (IUA) . Aquest districte ha travessat diferents reformes que l'han convertit en un dels parcs tecnològics més atractius i innovadors, projectant Barcelona com una de les ciutats europees més completes en aquest ram.
A causa de l'anterior, l'alta concentració d'espais de coworking a la capital catalana ha donat lloc a una especialització per sectors en els diferents districtes. Així és com es troben els espais de treball orientats a la cultura, com Pipoca al centre de Barcelona, prop dels museus i uns altres importants centres d'interès cultural. En el dinàmic districte de Gràcia està el sector artístic, on hi ha Garden Coworking Space Atelier. En l'històric districte de l'Eixample, se situen coworkings com Arago3Noventa o Felisa CoWork amb especialització en desenvolupament personal i professional . I Poblenou, situat en el districte Sant Martí o districte 22@, com se l'anomena gràcies a la seva aposta per la innovació i la tecnologia, que ha trobat la seva vocació en el sector de la producció audiovisual i la comunicació, com és el coworking BCNewt, amb una comunitat integrada fins per tres empreses diferents que ofereixen serveis de producció audiovisual.

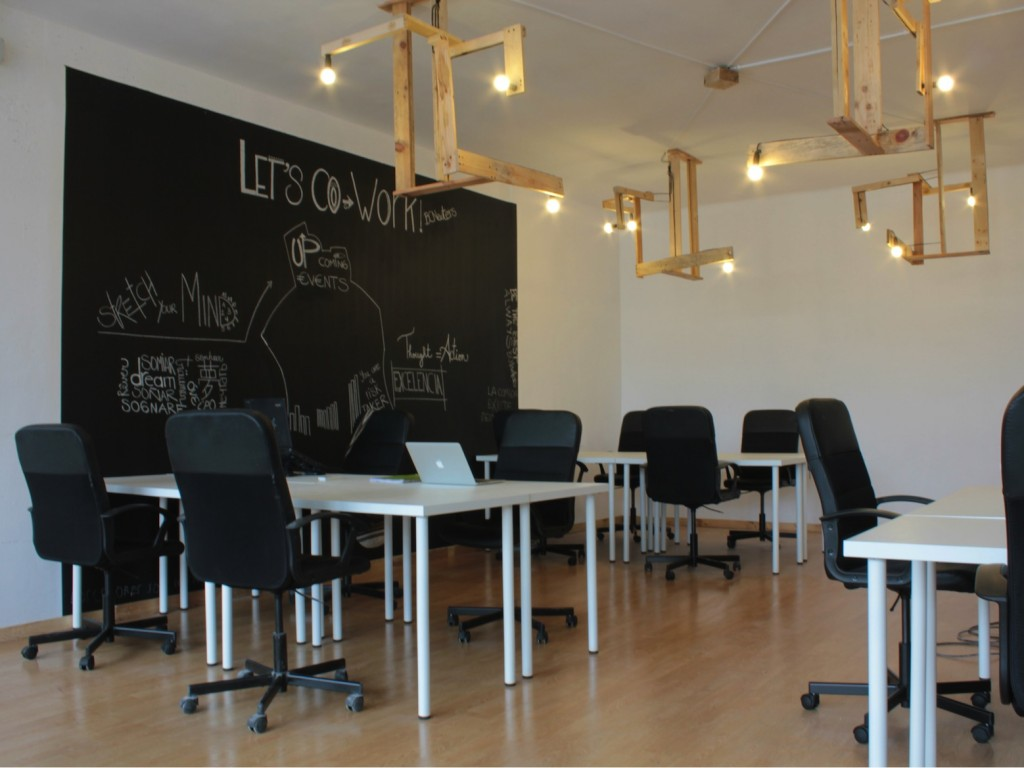
Coworking BCNewt, espai compartit.
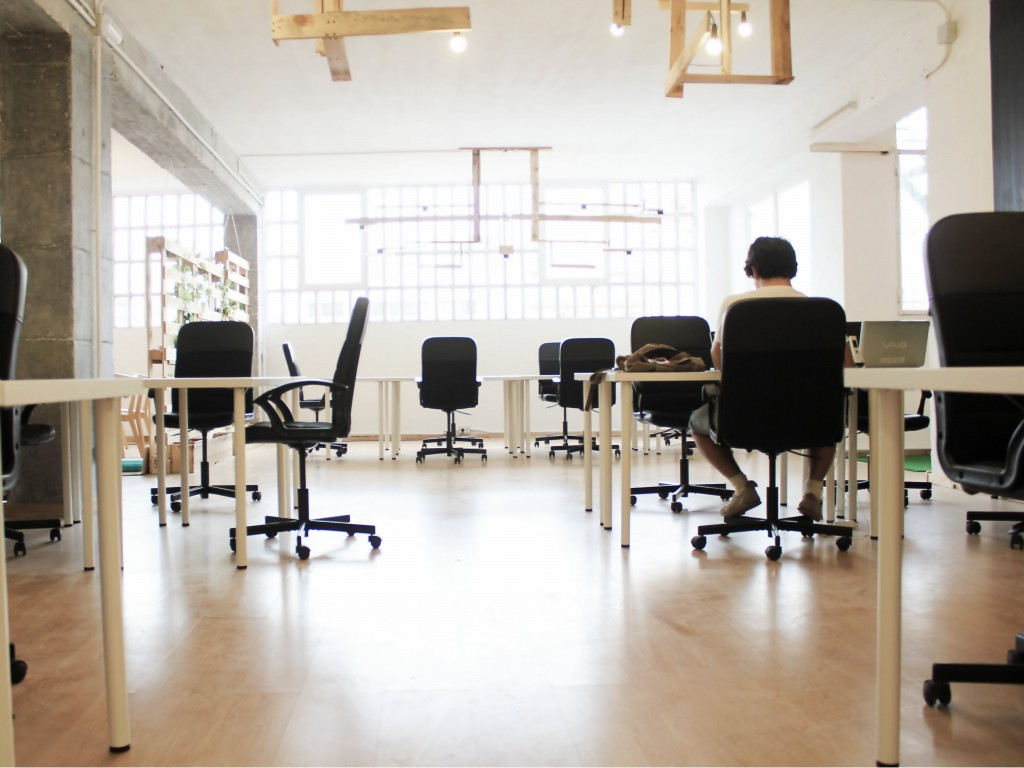
BCNewt, al districte 22@ de Poblenou.
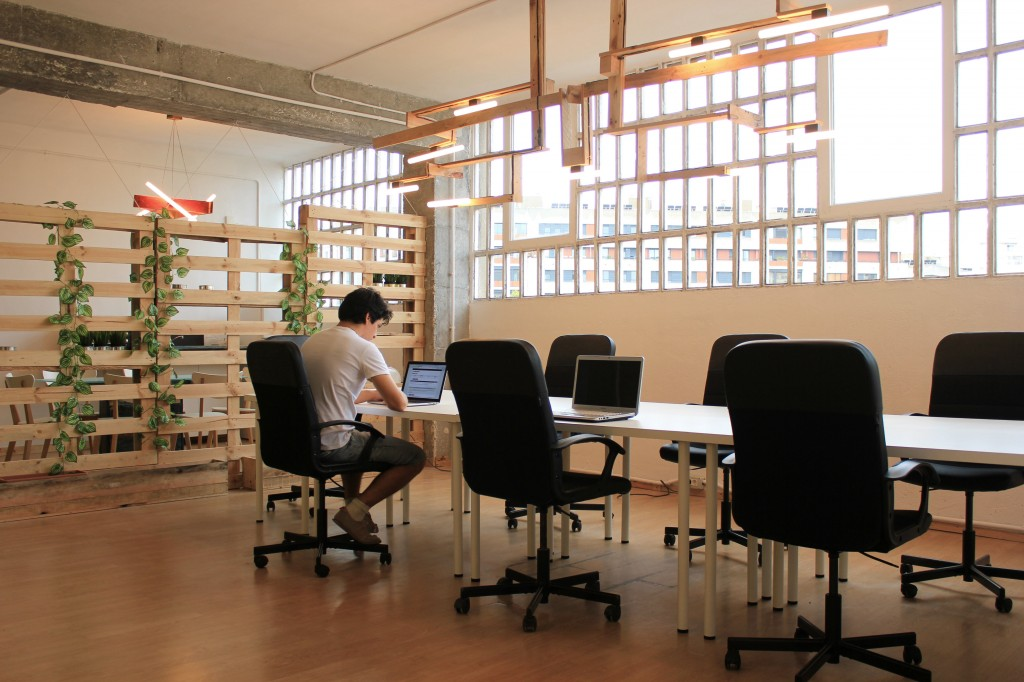
Espacio de coworking BCNewt.

### Revista sobre cotreball
En 2011, la Plataforma y buscador de espacios coworking en España Comunidad Coworking va llançar el primer nombre de COgrafia, la primera revista online sobre cotreball amb entrevistes a gestors d'espais i articles d'interès relacionats amb aquesta filosofia de treball. Actualment Cografia es troba integrada dins de la Plataforma Comunitat Coworking com una font d'informació on poder llegir consells, articles i notícies d'interès sobre el sector.

#### Cotreball a Buenos Aires
En els últims anys, Argentina ha crescut molt en l'ambient emprenedor i aquesta modalitat de treball ha afavorit la proliferació d'espais de coworking, especialment a la Ciutat Autònoma de Buenos Aires.
La majoria es troben a la Zona Centro i a Palermo, encara que ja existeixen en una gran quantitat de barris. Es destaquen:
- al Centro: Workstation, Central Coworking i Urban Station,
- a Palermo: HIT Cowork, Areatres, La Maquinita, Urban Station, Coworking Buenos Aires i The Office,
- a Nuñez: HIT Cowork, Belephant i StartupM3 - Ecowork.